# Robert Mansel (Konstabler)
Robert Mansel (lat. Robertus Mansel, Antiochiæ comestabulis, * um 1175; † nach März 1219) war Konstabler von Antiochia.
Er gehörte der bedeutenden fränkischen Familie Mansel aus Antiochia an. Er war ein Sohn der Sibylle aus deren erster Ehe, die in dritter Ehe den Fürsten Bohemund III. heiratete.
Am 22. Mai 1207 ist er erstmals als Konstabler von Antiochia urkundlich belegt.
Er selbst heiratete eine Armenierin, Tochter des Konstantin von Lambron, Herr von Barbaron und Partzapert, und Halbschwester Hethums I. von Kleinarmenien. Mit ihr hatte er vermutlich zwei Söhne:
- Simon Mansel, Konstabler von Antiochia
- Bartholomäus Mansel, Bischof von Tartus

Er ist letztmals im März 1219 urkundlich belegt.